# Dialeurolonga brevispina
Dialeurolonga brevispina là một loài côn trùng cánh nửa trong họ Aleyrodidae, phân họ Aleyrodinae.
Dialeurolonga brevispina được Takahashi miêu tả khoa học đầu tiên năm 1951.